# Parafia św. Józefa w Świętochłowicach
Parafia Świętego Józefa – katolicka parafia w Świętochłowicach, w dzielnicy Zgoda, w dekanacie świętochłowickim, istniejąca od 17 maja 1883 roku.
Pierwszą świątynią parafialną był kościół św. Józefa w Czarnym Lesie.

## Grupy parafialne
Na terenie parafii działa kilkanaście grup parafialnych:
- Grupy modlitewne:
  - Stowarzyszenie Apostolstwa Patronki Dobrej Śmierci,
  - Żywy Różaniec,
  - Margaretki,
  - Czciciele Najświętszego Serca Pana Jezusa,
  - Czciciele Niepokalanego Serca NMP,
  - Pomocnicy misyjni,

- Ministranci,
- Dzieci Maryi,
- Chór parafialny,
- „Zgodna Schola”,
- Domowy Kościół,
- Grupa młodzieżowa,
- Grupa św. Marty - opieka nad kościołem,
- Krąg Biblijny,
- Legion Maryi,
- Parafialny Klub Seniora,
- Rozmowy ''u Józefa'',
- Szkoła modlitwy sercem.